# La media vuelta
La media vuelta est un boléro ranchero du compositeur mexicain José Alfredo Jiménez, l'une des chansons les plus typiques de son répertoire et l'une de ses compositions qui l'a positionné comme une icône de la musique mexicaine.

## Contenu
Les paroles traitent, à la première personne, de l'opinion fière et peut-être méprisée, sur le contrôle émotionnel que le chanteur exerce sur son partenaire, qui propose apparemment une rupture ou la fin de la relation. 
Parmi les interprétations que nous pouvons citer, celles de divers chanteurs mexicains de renommée internationale tels que Antonio Aguilar, Javier Solis, José Alfredo Jiménez lui-même, Lola Beltrán, Los Panchos, Lucero, Luis Miguel ou encore Pedro Fernández, ainsi que par des interprètes d'autres nationalités comme Ana Belén, Eydie Gormé, Julio Iglesias, María Dolores Pradera, Oscar D'León, Pérez Prado, Raphael et Rocío Durcal, entre autres.

## Version de Luis Miguel

### Contexte
En 1991, Miguel a sorti son huitième album studio, Romance, une collection de boléros classiques. L'album a connu du succès en Amérique latine et s'est vendu à plus de sept millions d'exemplaires dans le monde entier,. Il a ravivé l'intérêt pour le genre des boléros et a été le premier disque d'un artiste hispanophone à être certifié or au Brésil, à Taïwan et aux États-Unis. Malgré son succès, Miguel n'a pas immédiatement sorti un autre album de boléros comme album de suivi. Il a plutôt enregistré Aries (1993), un album comprenant des ballades pop originales et des chansons de danse avec des influences R&B. Quatre mois après la sortie de Aries, il confirme qu'il commencera à enregistrer une autre collection de boléros classiques en mars 1994, avec le titre de travail Romance II,.

### Accueil
« La Media Vuelta », le deuxième single, est sorti en novembre 1994 et a atteint la première place du hit-parade des Hot Latin Songs pendant la semaine du 26 novembre,, où il est resté trois semaines. Son clip, réalisé par Pedro Torres et filmé en noir et blanc, montre Miguel se remémorant dans un bar une femme qui l'a trompé,. La reprise de la chanson de José Alfredo Jiménez comporte des cors, des cordes et des guitares espagnoles.
Lors de la septième édition des prix Lo Nuestro, en 1995, Miguel a remporté le prix de l'artiste masculin pop de l'année, celui de l'album pop de l'année et celui de la vidéo de l'année pour La Media Vuelta.